# Копьеносцы
Копьеносцы (лат. Tetrapturus) — род морских лучепёрых рыб из семейства парусниковых (Istiophoridae).

## Описание
Тело продолговатое, сжатое с боков; покрыто мелкими продолговатыми чешуйками, скрытыми в коже. Рыло выдается вперед в виде удлиненного копьевидного выступа, образованного предчелюстными и носовыми костями. Мелкие зубы образуют собой полоски на нёбных и челюстях костях. Первый спинной плавник низкий, его передняя часть имеет вид высокой лопасти (его высота почти равна высоте тела). Грудные плавники располагаются низко. Основание первого спинного плавника длинное. Второй спинной плавник имеет 7 лучей. Первый анальный плавник с 12—15 колючими лучами, а второй — с 6—7 мягкими лучами. Первый анальный плавник расположен под вторым спинным плавником и похож на него формой. Брюшной плавник образован одним колючим и 1 или 2 мягкими лучами, которые у взрослых рыб относительно короче, чем у молодых.

## Биология
Морские пелагические рыбы. Быстрые, мощные пловцы, преследующие в открытом море стайных рыб.

## Классификация
На май 2019 года в род включают 4 вида:
- Tetrapturus angustirostris S. Tanaka (I), 1915 — Короткорылый копьеносец, или индо-тихоокеанский копьеносец, или тихоокеанский копьеносец, или короткорылый марлин, или коротконосая рыба-копьё
- Tetrapturus belone Rafinesque, 1810 — Средиземноморский копьеносец, или средиземноморский марлин
- Tetrapturus georgii Lowe, 1841 — Южноевропейский копьеносец, или североафриканский копьеносец[1]
- Tetrapturus pfluegeri C. R. Robins & de Sylva, 1963 — Малый копьеносец, или западноатлантический копьеносец